# Gibellina
Gibellina (en sicilien : Gibbiddina) est une commune sicilienne d'environ 4 500 habitants, située dans la province de Trapani, à 63 km au sud-est de Trapani, à 227 mètres d'altitude.
Détruit par le séisme de janvier 1968, le village est reconstruit dans la vallée avec une architecture contemporaine qui lui vaut une renommée internationale.

## Histoire: de Gibellina Vecchia à Gibellina Nuova

### Gibellina Vecchia jusqu'au tremblement de terre de 1968
Gibellina, de l'arabe جَبَل = Gebel (montagne) et Zghir (petite) a été fondée par des colons grecs sur cinq collines vers 300 av. J.-C.. Le village se développe au XVe siècle comme village agricole autour du château édifié au XIVe siècle par Manfredi Chiaramonte.
L'ancienne ville fut complètement rasée à la suite du tremblement de terre de 1968. La veille du tremblement de terre de 1968, Gibellina comptait 6930 habitants.
Survenu dans la nuit du 14 au 15 janvier 1968, le séisme a secoué toute la vallée du Belice (la zone comprise entre les provinces de Palerme, Agrigente et Trapani), touché quatorze villes et entièrement détruit les villes de Gibellina, Poggioreale, Salaparuta et Montevago. Il a fait 370 victimes dont 99 à Gibellina, des milliers de blessés et plus de 70 000 sans-abris, et a beaucoup ému l'Italie.
La chanson Addio Gibellina de Leonardo Cangelosi (1977) date de janvier 1968. Damiano Damiani tourne dans les ruines de Gibellina Seule contre la mafia, inspirée de la vie de Franca Viola.
Le site de l'ancienne ville, abandonné par les habitants, est transformé en mémorial dédié aux victimes. L'œuvre a été confiée à Alberto Burri, qui édifie le Grande Cretto entre 1985 et 1989. Cet exemple monumental de land art se présente comme des blocs de ciment blanc (coltre) qui recouvrent le flanc sud sud-est de la montagne selon la forme d'un quadrilatère irrégulier de quelque 300 mètres sur 400.
Dans le ciment ont été tracées de grandes tranchées, de 1,60 mètre de profondeur et de 2 à 3 mètres de largeur, permettant aux visiteurs de circuler. Elles suivent le tracé des rues de l'ancienne ville, et permettent de restituer l'idée du village avant le tremblement de terre.

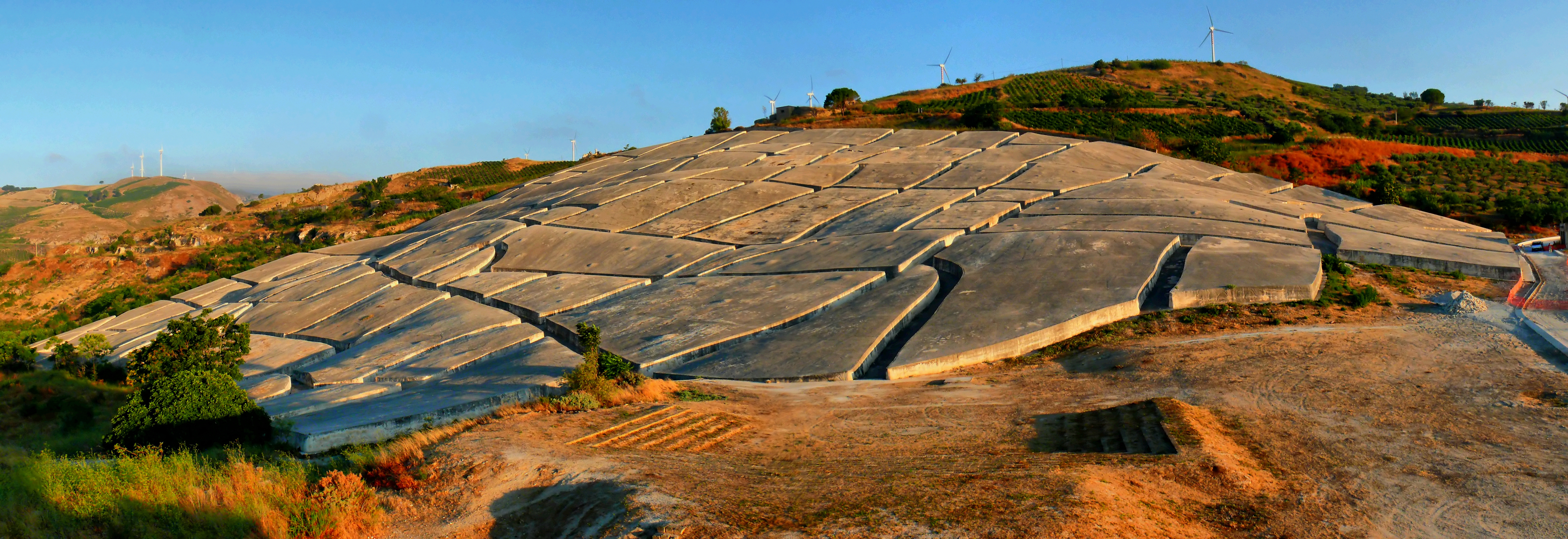
Le "Grande Cretto" par Gabriel Valentini

### Gibellina Nuova
La ville nouvelle fut reconstruite à 9 km de l'ancienne, sur des terres rachetés par l’État aux cousins Ignazio et Antonino Salvo, mafieux proche de la DC.
Adoptant les idées du Mouvement moderne et un plan en forme de papillon, la ville est reconstruite par l’Ispettorato per le Zone Terremotate della Sicilia, selon les plans de l'Istituto per lo Sviluppo dell’Edilizia Sociale (ISES).
Puis, à partir de 1979, alors que les premiers habitants s'installent dans les nouveaux logement mais que les espaces et les équipements publics restent à construire, le maire, Ludovico Corrao développe son utopie de la réalité ou utopie concrète, projet qui doit allier le renouveau culturel à la reconstruction urbaine grâce à l’art public et l’architecture contemporaine, en rappelant le tremblement de terre et tout en insufflant le renouveau d'une région.
Il lance un « appel de solidarité » aux artistes et architectes italiens et européens pour participer à ce laboratoire urbain. À l'entrée de la ville, une grande porte en forme de fleur est appelée l'« Étoile du Belice ». De nombreuses sculptures contemporaines sont disséminées à travers toute la ville. Interviennent durant cette période de nombreux architectes et artistes : Alberto Burri, Pietro Consagra, Ludovico Quaroni, Alessandro Mendini, Franco Purini, Laura Thermes, Nanda Vigo Mimmo Rotella, Arnaldo Pomodoro, Mimmo Paladino, Giuseppe Uncini, Francesco Venezia...
Prévue pour 15 000 habitants, la ville nouvelle n'accueille que 3 000 citoyens, et n'est pas parvenu à développer une vie locale, ni une économie moins rurale, faute d'industrie et de tourisme.

## L'architecture et les monuments de Gibellina
Gibellina Nuova est une ville musée, parsemée de 2 000 œuvres d’art contemporain et d’architecture postmoderniste, qui donnent à cette commune sicilienne un caractère étrange et insolite de ville-musée.
Le symbole de Gibellina est son immense étoile à l'entrée de la ville, l'étoile de Pietro Consagra ou étoile du Belice (Stella del Belice). Il s'agit d'une œuvre en acier inox haute de 24 mètres, qui symbolise l'entrée du Belice, la région de Gibellina.
À l'intérieur de la ville, les œuvres d'art se rencontrent à chaque coin de rue.

### Le Meeting et le théâtre Consagra
Le Meeting est la sculpture-monument réalisée par Pietro Consagra, dont le rez-de-chaussée sert aujourd'hui de bar à Gibellina.
A proximité, de l'autre côté de l'espace Beuys, grande place vide prévue pour devenir l'agora de la cité nouvelle, le grand théâtre en béton armé également conçu par Consagra, reste inachevé et sans fonction.

### Il sistema delle piazze
Le système des places (sistema delle piazze) désigne cinq places de Gibellina, conçues par Franco Purini et Laura Thermes :
- la Piazza Rivolta del 26 giugno 1937 (la Place de la révolte du 26 juin 1937) ;
- la Piazza Fasci dei Lavoratori ;
- la Piazza Monti di Gibellina ;
- la Piazza Autonomia Siciliana ;
- la Piazza Passo Portella delle Ginestre.

Ces places sont construites selon un plan linéaire bordé de portiques latéraux à double hauteur, dont la monotonie et la rigueur sont rompues par la présence de structures caractéristiques de l'utilisation quotidienne de l'espace public.

### Le case di Stefano
Les case di Stefano (les « Maisons de Stefano ») abritent aujourd'hui un musée d'art contemporain et une section consacrée à la civilisation paysanne. Elles ont été construites à partir de l'unique bâtiment présent sur le site de la nouvelle Gibellina, une ancienne ferme fortifiée (baglio), reconstruite en 1995 selon un projet de 1982 d'après les anciens plans.
Les auteurs du projet sont Marcella Aprile, Roberto Collovà, Teresa La Rocca, Ettore Tocco, Valentina Acierno, Alessandro D'Amico, Stefano Marina, L. Raspanti et Lorenzo Salon.

### Le Palazzo di Lorenzo
Près l’église, le Palazzo di Lorenzo est l’œuvre de l’architecte Francesco Venezia. Construit pour intégrer la façade d'un palais de l'ancien village, il n'a jamais eu d'usage durable, car comme le Jardino Secreto I et II, du même architecte, et le Sisteme delle piazze de Laura Thermes et Franco Purini, il n'est ni clos ni couvert.
En face, de l'autre côté de la SP37, l'Aratro per Didone d'Arnaldo Pomodoro évoque le passé agricole du village.

### Tracce antropomorfe
Nando Vigo a conçu une installation architecturale dans plusieurs espaces de la ville nouvelle à partir d'éléments retrouvés dans les ruines, notamment deux anciennes colonnes, une fontaine médiévale ou encore un arc normand.

### La Montagna dei cavalli
La Montagna dei cavalli (la « Montagne des chevaux ») est située tout contre les Case di Stefano. Le monument, une immense montagne de béton dans laquelle des chevaux noirs de plomb grandeur nature sont pris, a été construit pour une représentation théâtrale organisée par les Orestiadi. Il est resté depuis l'un des monuments symboles de la ville de Gibellina.

### La place de la mairie et la tour de l'horloge
La place de la mairie, située en contrebas de l'église, est entourée de portiques réalisés par Vittorio Gregotti et Giuseppe Samonà ; à l'intérieur de ceux-ci se trouvent les fresques en céramiques décorées par Carla Accardi et les Carrisceni[Quoi ?] d'Arnaldo Pomodoro.
En bordure de place se dressent les sculptures de métal blanc de la Ville de Thèbes de Pietro Consagra, la sculpture en travertin Ville du Soleil de Mimmo Rotella et la tour d'Alessandro Mendini.
Réalisée en 1988 par l'architecte Alessandro Mendini, la tour de l'horloge de Gibellina (Torre dell'orologio) occupe la place de la mairie. Haute de 28 mètres, la tour de Mendini est formée de deux moitiés de cône en béton, d'où sortent deux "ailes" multicolores.
Quatre fois par jour environ, s'échappe de l'horloge un concert de voix mêlant anciens chants siciliens et sons du travail de la terre, pour rappeler les personnes décédées lors du tremblement de terre,

### La Chiesa Madre
La Chiesa Madre (l'"Église-mère") est l'un des monuments les plus emblématiques de la rupture recherchée au niveau architectural. Elle est située au centre de la ville, au sommet d'une petite colline. Elle est construite selon un plan carré de 50 mètres de côté environ, sur lequel est posée une grande sphère blanche inspirée de l'architecture arabe.
Conçu en 1972 par Ludovico Quaroni et Luisa Adversa, avec Sergio Musmeci, Giangiacomo D'Ardia et Livio Quaroni, le projet est validé en 1981 par les pouvoirs publics et lancé, à cause de problèmes financiers et administratifs, en 1985. Livrée en 1986, elle n'est pas encore inaugurée et ouverte au culte quand, en août 1994, le toit s'effondre à cause d'une erreur de calcul lors de la conception, laissant l'église à ciel ouvert. Les médias italiens y voient l'échec de la reconstruction du Belice, les anciens Gibellinesi un signe divin. Alors que les services religieux prennent place depuis l'arrivée des premiers habitants dans un entrepôt de la Mairie, l'église reste en ruines durant les 10 années de procédures judiciaires entre la ville et le constructeur, puis est restaurée entre 2007 et 2009.

## Administration
| Période                                  | Période       | Identité             | Étiquette                  | Qualité               |
| ---------------------------------------- | ------------- | -------------------- | -------------------------- | --------------------- |
| juin 2015                                | En cours      | Salvatore Sutera     | liste civique              | Chirurgien            |
| juin 2010                                | juin 2015     | Rosario Fontana      | liste civique              |                       |
| avril 2000                               | juin 2010     | Vito Antonio Bonanno | liste civique/ UDC         |                       |
| 6 novembre 1999                          | 17 avril 2000 | Grazia Incorvaia     | Commissaire extraordinaire |                       |
| juin 1994                                | novembre 1999 | Giovanni Navarra     | liste civique              |                       |
| juin 1969                                | 13 juin 1994  | Ludovico Corrao      | app. PCI puis PdS          | Avocat, parlementaire |
| Les données manquantes sont à compléter. |               |                      |                            |                       |

### Communes limitrophes
Calatafimi-Segesta, Monreale (PA), Poggioreale, Salaparuta, Santa Ninfa